# Swansea (Karolina Południowa)
Swansea – miasto w Stanach Zjednoczonych, w stanie Karolina Południowa, w hrabstwie Lexington.